# The No WTO Combo
The No WTO Combo fue una banda de muy corta existencia la cual estaba principalmente formada por músicos de Seattle liderada por el vocalista de Dead Kennedys, Jello Biafra. La banda estaba conformada por Jello Biafra (vocal), Kim Thayil (guitarra, anteriormente en Soundgarden), Krist Novoselic (bajo, anteriormente en Nirvana, Sweet 75 y Eyes Adrift) y Gina Mainwall (batería, anteriormente en Sweet 75). 
Originalmente estaban anunciados para tocar en el "Showbox" (30 de noviembre de 1999), la noche antes de "WTO Meeting Of 1999" en Seattle, pero el concierto fue cancelado debido a que el personal del lugar no podía ser capaz de conseguir el permiso de la policía por un asunto de que era "zona en toque de queda". 
Postergaron el show para la noche siguiente (1 de diciembre), pero Biafra y Novoselic tocaron una corta sesión acústica esa noche en la taberna central, donde Biafra se acercó al productor discográfico local Mark Cavener. Cavener ofreció grabar el álbum en el Showbox que se aproximaba. El concierto sería a sí mismo el primer concierto formal de Kim Thayil desde la separación de Soundgarden algunos años antes, y solo la segunda vez que Jello Biafra participaba de un concierto desde la separación de su anterior banda (Dead Kennedys, en 1986) y sus proyectos post-kennedys (Lard en 1990), en improvisaciones con la banda Ministry, D.O.A. y otras bandas desde 1987.
Más tarde, Novoselic preguntó al productor discográfico Jack Endino para grabar, lo que dio como resultado la única grabación titulada Live From The Battle In Seattle distribuido por la compañía discográfica perteneciente a Jello Biafra, Alternative Tentacles.

## Miembros De La Banda
- Jello Biafra - Vocal
- Krist Novoselic - Bajo
- Kim Thayil - Guitarra
- Gina Mainwall - Batería

## Discografía
- Live From The Battle In Seattle (Alternative Tentacles, 2000)

- Datos: Q2982982